# Engelbert Haider
Engelbert „Engele“ Haider (* 20. April 1922 in Reith bei Seefeld; † 12. November 1999 in Bad Wiessee, Bayern) war ein österreichischer und deutscher Skirennläufer. Er feierte in den 1940er- und Anfang der 1950er-Jahre zahlreiche Siege in internationalen Rennen, wurde Deutscher und österreichischer Meister und nahm an den Olympischen Winterspielen 1948 sowie den Weltmeisterschaften 1950 teil. Nach dem Ende seiner aktiven Karriere war er ab Mitte der 1950er-Jahre Trainer der deutschen Damen-Nationalmannschaft.

## Biografie
Ende der 1920er-Jahre begann Haider mit dem Skilauf, ab Mitte der 1930er wurde Toni Seelos zu seinem wichtigsten Lehrer. Er begann eine Mechanikerlehre und entwickelte sich zu einem der damals besten Nachwuchsrennläufer. Nach dem Anschluss Österreichs erzielte Haider im April 1939 erstmals größere Aufmerksamkeit, als er in Seefeld den von Seelos ausgesteckten Riesenslalom des Skiclubs Seefeld, dem er angehörte, gewann. Im Februar 1940 wurde Haider zweifacher Deutscher Jugendmeister mit Siegen in Abfahrt und Slalom der 5. Winterkampfspiele der Hitlerjugend in Garmisch-Partenkirchen. Bei den zwei Wochen später ausgetragenen Deutschen Kriegsskimeisterschaften 1940 in St. Anton am Arlberg belegte er im Slalom mit Bestzeit im zweiten Durchgang den zweiten Platz knapp hinter Josef Jennewein. Im März 1940 gewann er den Slalom der Tiroler Meisterschaften in Innsbruck.
Bei den später annullierten Weltmeisterschaften 1941 in Cortina d’Ampezzo war der damals 18-Jährige noch nicht startberechtigt. Er kam aber als Vorläufer im ersten Slalomdurchgang zum Einsatz und fuhr eine Zeit, die keiner der Wettkämpfer unterbieten konnte. Im selben Winter gelangen Haider Siege in einer Kombination in der Hohen Tatra und im Riesenslalom auf der Seegrube, den er auch 1942 gewann. Ebenfalls 1942 gewann er einen Slalom in St. Anton, 1943 folgte ein Sieg im Slalom von Oslo. Bedingt durch den Zweiten Weltkrieg waren zu dieser Zeit die skisportlichen Veranstaltungen in Europa bereits stark eingeschränkt. Im März 1944, als es nach zweijähriger Unterbrechung wieder Deutsche Meisterschaften gab, die in St. Anton zur Austragung kamen, wurde Haider deutscher Meister im Slalom und in der Kombination. In der Abfahrt belegte er hinter Hans Nogler den zweiten Platz. Während der letzten Kriegsmonate war Haider als Soldat in Norwegen stationiert.
Nach Ende des Zweiten Weltkrieges konnte Haider erst 1946/1947 wieder an Wettkämpfen teilnehmen. In diesem Winter gewann er unter anderem den Slalom in Seefeld und die Madloch-Abfahrt in Lech; bei den Hahnenkammrennen in Kitzbühel wurde er dreimal Zweiter. In der Saison 1947/1948 gewann Haider die Abfahrt in Sölden, einen Slalom in Lech und die Kombination um den Goldenen Ring in Seefeld. Zudem erreichte er zahlreiche Podestplätze, unter anderem in Slalom und Kombination der Arlberg-Kandahar-Rennen in Chamonix. Beim Saisonhöhepunkt, den Olympischen Winterspielen 1948 in St. Moritz, war er aber nur im geschlagenen Feld. Er wurde 13. in der Kombination, 14. in der Abfahrt und 17. im Slalom.
Den Großteil der Saison 1948/1949 musste Haider verletzungsbedingt pausieren, erst gegen Ende des Winters erreichte er wieder einen Podestplatz im Slalom von Auron. 1950 gewann er die Abfahrt des Hannes-Schneider-Pokals in St. Anton, womit er Zweiter der Kombination wurde. Beim nächsten Großereignis, den Weltmeisterschaften 1950 in Aspen, blieb er aber erneut ohne Spitzenergebnis: Haider wurde lediglich 21. in der Abfahrt und jeweils 24. in Slalom und Riesenslalom. In den Jahren 1951 und 1952 gewann Haider jeweils die Abfahrt in Garmisch-Partenkirchen, weiters erzielte er dort 1951 den zweiten Platz in der Kombination und 1952 den dritten Rang im Slalom. Daneben erreichte er 1951 Podestplätze in Slalom und Kombination der Hahnenkammrennen und in der zweiten in Kitzbühel ausgetragenen Spezialabfahrt sowie in Riesenslalom und Slalom von Seefeld. In Windischgarsten wurde er 1951 österreichischer Meister in der Abfahrt. Bei den Olympischen Winterspielen 1952 in Oslo war Haider nicht am Start. Nach den Spielen feierte der knapp 30-Jährige, der 1952 vom Skiclub Seefeld zum Skiclub Salzburg wechselte, seine letzten Siege in Abfahrt, Slalom und Kombination von Rottach-Egern, ehe er sich Ende des Winters 1953 vom aktiven Skirennsport zurückzog.
Mitte der 1950er-Jahre wurde Haider Trainer der deutschen Damen-Nationalmannschaft, mit der er einige Erfolge feierte – allen voran mit dem Riesenslalom-Olympiasieg 1956 durch Ossi Reichert. Danach war er lange Zeit als Streckenchef oder Kurssetzer bei verschiedenen Rennen im Einsatz. Zudem arbeitete er für den Skihersteller Head, nachdem er bereits während seiner aktiven Zeit Vertreter seines damaligen Ausrüsters Kneissl war. Ab den 1950er-Jahren bis zu seinem Tod lebte Haider im bayrischen Bad Wiessee.

## Erfolge

### Olympische Winterspiele
- St. Moritz 1948: 13. Kombination, 14. Abfahrt, 17. Slalom

(diese Olympischen Spiele zählten zugleich als Weltmeisterschaft)

### Weltmeisterschaften
- Aspen 1950: 21. Abfahrt, 24. Slalom, 24. Riesenslalom

### Siege in FIS-Rennen
- Slalom in Cortina d’Ampezzo 1941
- Kombination in der Hohen Tatra 1941
- Riesenslalom in der Seegrube 1941 und 1942
- Slalom in St. Anton 1942
- Slalom in Oslo 1943
- Slalom um den Goldenen Ring in Seefeld 1947
- Madloch-Abfahrt in Lech 1947
- Abfahrt am Sonnblick 1947
- Slalom in Lech 1948
- Abfahrt in Sölden 1948
- Kombination um den Goldenen Ring in Seefeld 1948
- Abfahrt des Hannes-Schneider-Pokals in St. Anton 1950
- Abfahrt in Garmisch-Partenkirchen 1951 und 1952
- Abfahrt, Slalom und Kombination in Rottach-Egern 1952

### Weitere Erfolge
- deutscher Meister in Slalom und Kombination 1944
- österreichischer Meister in der Abfahrt 1951